# Voratister gili
Voratister gili är en skalbaggsart som beskrevs av Helava 1989. Voratister gili ingår i släktet Voratister och familjen stumpbaggar. Inga underarter finns listade i Catalogue of Life.